# اتینگتون
اتینگتون (به انگلیسی: Ettington) یک روستا و محله مدنی در بریتانیا است که در Stratford-on-Avon واقع شده‌است. اتینگتون ۱٬۱۷۱ نفر جمعیت دارد.